# Kris Ward
Kris Ward (* 20. November 1979) ist ein US-amerikanischer Fußballtrainer.

## Karriere
Von 2004 bis 2010 war Ward als Co-Trainer beim damaligen Franchise Washington Freedom beschäftigt. Nebst dem arbeitete er auch noch bis 2007 als Assistent der Männer-Mannschaft des College-Teams St. Mary’s Seahawks. Anschließend war er in der Saison 2013 eine Zeit lang nochmal als Co-Trainer bei Washington Spirit aktiv.
Im August 2020 kehrte er zu Spirit zurück und wirkte hier nun wieder als Co-Trainer im Stab von Richie Burke. Nachdem Burke etwa ein Jahr später entlassen worden war, übernahm Ward die Rolle des Cheftrainers und beendete die Saison 2021 mit seiner Mannschaft als Meister. Anschließend wurde Ward, im Dezember 2021, zum Cheftrainer befördert. Auf dem vorletzten Platz stehend, mit nur einem gewonnenen Ligaspiel (am 1. Spieltag) in der Saison 2022, wurde er im August 2022 entlassen.